# Tändspole

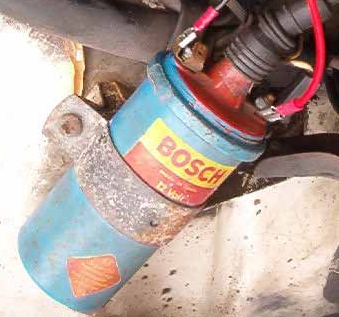
Tändspole (12 Volt)

Tändspole är en komponent i bland annat Ottomotorers tändsystem, som under ett kort ögonblick kan generera en så hög spänning, att ett tändstift ger en gnista, vilken antänder bränslet i förbränningsrummet.
Om tändspolen får sin energi från en roterande permanentmagnet kallas den ofta bara magnet. Om den får energi från ett batteri kallas den tändspole.

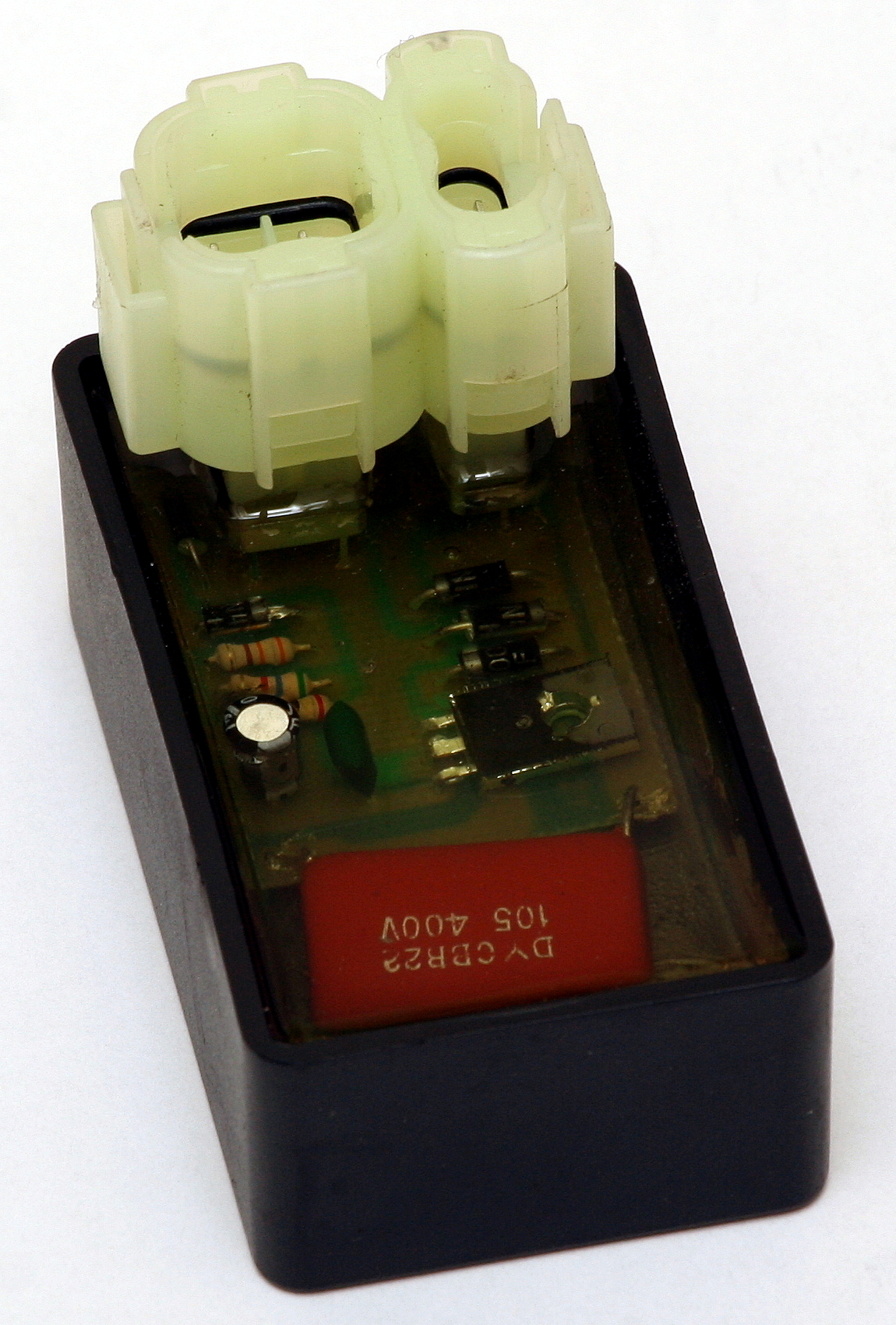
En kapacitiv tändmodul. Vanlig i tvåtakts utombordsmotorer

En hög tändspänning kan alternativt skapas med en kondensator som laddas upp - Capacitor Discharge Ignition eller CDI-tändning.

## Fysikaliska principer
- Tändspolen är en spartransformator där en primärlindning med få varv inducerar en magnetisk energi i kärnan. Om strömmen bryts, så omvandlas den magnetiska energin till en högspänning i sekundärlindningen, som har många varv. Transformatorns omsättning (varv i sekundärlindningen : i primärlindningen) väljs så att högspänningen blir 10 - 50 kV.

- Primärlindningen matas oftast från ett batteri på vanligen 12 eller 24 volt. På motorer utan elsystem placeras tändspolen innanför svänghjulet som då även har en eller flera permanentmagneter utmed periferin. När en magnet passerar tändspolen induceras en spänning i primärlindningen som bygger upp magnetfältet i kärnan.

- Den höga spänningen genereras när strömmen i primärlindningen bryts och kärnans energi urladdas. Brytningen åstadkommes med en elektronisk strömventil, till exempel en TRIAC eller en tyristor, som med en svag styrsignal vid en exakt tidpunkt kan bryta en stark ström. Vanligen ligger matningen från positiva polen på hela tiden, medan de negativa polen bryts. I äldre Ottomotorer skedde brytningen mekaniskt med en brytarspets som styrdes av en eller flera kammar på vevaxeln vid tvåtaktsmotorer och på kamaxeln vid fyrtaktsmotorer. I dessa fall var det den positiva polen som bröts medan jordpotentialen var fast. Se tändsystem

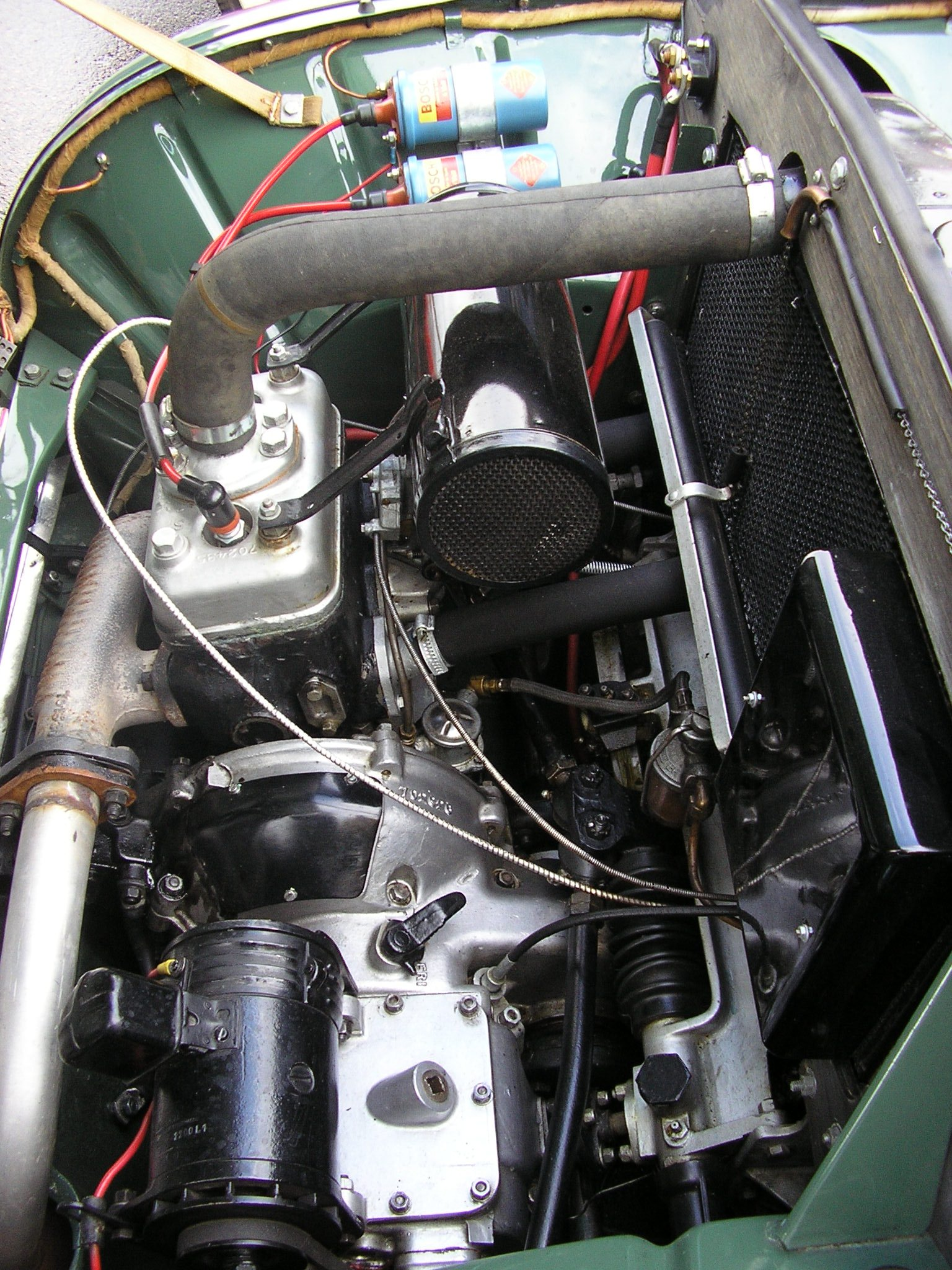
Saab var tidiga med separata tändspolar i tvåtaktsbil modell 92

## Tekniska lösningar
Magnetlösningar. De tidigaste Ottomotorerna satt i fordon utan elsystem och batteri. Energin skapades då i stället med den roterande magneten. Lösningen var robust: Placeringen var rätt skyddad inuti svänghjulet och brytaren kunde lätt styras av vevaxeln. Magnetsystemet var särskilt lämpligt för encylindriga tvåtaktsmotorer med en tändning varje varv. En nackdel var att den inducerade spänningen är låg vid startögonblickets låga varvtal och för hög vid högt varvtal.
Tändfördelarlösningar. En rätt tidig lösning där man använde en axel med flera funktioner inbyggda:
- En mekanisk brytare, brytarspets, som satt fast i fördelarhuset och styrdes av ett antal kammar, en för varje cylinder, på den roterande axeln. Fördelarens vridningsvinkel var justerbar så att tändningen kunde ställas in nära övre kolvläget. Brytaren var kopplad till en enda tändspoles primärlindning.
- En fördelararm, som roterade på axeln och var ansluten till tändspolens sekundärledning. Armen roterade tätt förbi ett antal elektroder, en för varje cylinder. Brytningen, och den följande högspänningen leddes då över via rätt elektroder och tändkablar till tändstiften. Samma tändspole kunde därmed fördela sina tändspänningar till varje tändstift i rätt ordning.
- En tändjusteringsmekanism som dynamiskt kunde anpassa tändläget till olika belastningar och varvtal. Dels med centrifugalvikter och dels med ett vakuummembran kopplad till insugningsröret.

Tändfördelarlösningen kunde relativt enkelt hantera många cylindrar och justeringsmekanismen var viktig i fordon som hade varierande belastning. En nackdel var att brytarspetsarna eroderades. Vidare eroderades ytorna på fördelararmen och elektroderna av högspänningen och överslag kunde uppstå om fördelarlocket med högspänningskablarna blev fuktigt av smuts.
- Ingen tändfördelare. Dominerar helt i moderna motorer. Numera har man vanligen en separat tändspole för varje cylinder som ofta sitter direkt ovanpå tändstiftet. Till exempel Hondas VTEC-motor där en tändspole skruvas fast i varje tändstiftsbrunn och ansluts till motorns styrsystem. Man undviker då en tändkabel känslig för överslag. Man får en tätning av tändstiftsbrunnen, som är ganska djup när man har överliggande kamaxlar. Man slipper en krånglande tändfördelare.

Principkoppling för tändspole med brytarspets respektive tyristorventil

Brytningslösningar. Fram till slutet av 1900-talet användes en mekanisk brytare. Genom att en kondensator kopplades över gnistgapet begränsade man gnistbildningen och erosionen. Men metoden krävde regelbunden justering och filning eftersom kamrörelsen slets och elektroderna gröptes ur. Justeringen skedde bäst med hjälp av en stroboskoplampa. Stroboskoplampan kopplades till den brytande primärlindningen när motorn gick. Lampan gav då en exakt blinkning vid varje tändning. På vevaxeldrevet fanns markeringar av vinkelgraderna kring övre kolvläget. När man lyste med lampan på drevet så blev det ett fast ljus på den gradmarkering där tändningen skedde. Genom att vrida hela tändfördelaren kunde man sedan flytta tändläget till det läge som specificerats för motorn. När elektroniska strömventiler kom under andra halvan av 1900-talet slog dessa ut brytarspetsarna. Dels fick man ett underhållsfritt driftsäkert system. Dels kunde man låta en liten dataprocessor kontinuerligt beräkna och styra tändläget vid olika belastningar och bränslen. I enklaste fall mäter processorn bara varvtalet, i mer avancerade fall undertrycket i insugningsröret som minskar vid högbelastning och knackningar i cylindrarna som uppstår vid hög förbränningshastighet hos bränslet.
Varianter.

Kopplingsschema för Citroën CV2 med två tändstift och en onödig extratändning efter utblåsningstakten

- Gamla Citroën 2CV med två cylindrar hade två sekundärlindningar, en till varje tillfälle.
- V-åttor hade oftast två tändfördelare, en för varje cylinderbank.
- Moderna små tvåtaktare i till exempel motorsågar har ett tändsystem enligt magnetprincipen men med en enkel tändlägesprocessor. Ännu vanligare är dock CDI-tändning.
- Vissa högvarviga motorer har två tändstift, till exempel Alfa Romeo Twin Spark. Syftet är förutom redundans att få två flamfronter, så att förbränningen sker snabbare.
- Flygmotorer, som ska ha hög tillförlitlighet, har ofta magnettändning oberoende av elsystemet och har oftast dubblerade tändspolar / tändstift.
- Tändspolarna kan vara inbyggda i en kassett som fästs på cylindertoppen, till exempel hos Saab.